# میدلبورگ (شهرستان لوگان)
میدلبورگ (به انگلیسی: Middleburg) یک منطقهٔ مسکونی در ایالات متحده آمریکا است که در شهرستان لوگان، اوهایو واقع شده‌است.